# Шарма, Анушка
Анушка Шарма (хинди अनुष्का शर्मा; род. 1 мая 1988, Айодхья, Уттар-Прадеш) — индийская актриса

 и фотомодель. Снимается в фильмах на хинди (Болливуд) и является одной из самых популярных и высокооплачиваемых актрис в Индии. Обладательница нескольких индийских кинопремий, включая Filmfare Awards.
Анушка Шарма является послом нескольких брендов и продуктов и принимает активное участие в социальных сетях. Она также поддерживает различные благотворительные дела, включая гендерное равенство и права животных. С 2017 года замужем за крикетистом Виратом Кохли.

## Биография
Анушка Шарма родилась 1 мая 1988 года в городе Айодхья штат Уттар-Прадеш. Её отец, полковник Аджай Кумар Шарма является офицером армии, а мама — домохозяйкой, её старший брат Karnesh кинопродюсер, который ранее служил в торговом флоте. В интервью Times India в 2012 году, она сказала: «Я с гордостью говорю, что я — дочь офицера, даже больше, чем быть актёром».
После окончания «Army School» получила гуманитарное образование в колледже «Mount Carmel» в Бангалоре.
С пятнадцати лет работала в модельном бизнесе. В 2008 году дебютировала в кино в паре с Шахрух Ханом в фильме «Эту пару создал Бог». Получила известность, сыграв в романтических фильмах «Свадебная церемония» (2010) и «Пока я жив» (2012). За фильм «Пока я жив» получила Filmfare Award за лучшую женскую роль второго плана. В 2014 году сыграла репортёра в комедии «Пикей» с Амиром Кханом, которая стала самой кассовой кинолентой года в Индии. Получила похвалы критиков за роль в триллере «Национальная трасса» (2015), который стал её продюсерским дебютом. Вышедшие в 2016 году фильмы с её участием: «Султан» и «Сердцу нелегко» имели большой коммерческий успех.
В 2017 году вышел фильм Phillauri, в котором помимо ведущей актрисы она выступила в роли продюсера. Её героиня в нём — призрак девушки, жившей в XIX веке. Фильм имел коммерческий успех. Вышедший в том же году фильм «Когда Гарри встретил Седжал», где она снова снялась в паре с Шахрухом Ханом, провалился в прокате.
Сейчас Анушка снимается в пока безымянном фильме Ананда Л. Рая. Также готовится к выпуску фильм Pari. Помимо этого она появится в байопике о Санджае Датте Sanju.

## Личная жизнь
В декабре 2017 года Анушка вышла замуж за игрока в крикет Вирата Кохли, с которым встречалась несколько лет. 11 января 2021 года у супругов родилась дочь Вамика. 15 февраля 2024 года родился сын Акаай.

## Фильмография
| Год  |   | Русское название                      | Оригинальное название      | Роль                              |
| ---- | - | ------------------------------------- | -------------------------- | --------------------------------- |
| 2008 | ф | Эту пару создал Бог                   | Rab Ne Bana Di Jodi        | Тания «Тани» Сахни                |
| 2010 | ф | Компания негодяев / Фарцовщики        | Badmaash Company           | Бюль-Бюль Сингх                   |
| 2010 | ф | Сыграем свадьбу / Свадебный переполох | Band Baaja Baaraat         | Шрути Каккар                      |
| 2011 | ф | Дом «Патиала»                         | Patiala House              | Симран Чаггал                     |
| 2011 | ф | Леди против Рикки Бахла / Приманка    | Ladies vs Ricky Bahl       | Ишика Десаи / Ишика Патель        |
| 2012 | ф | Пока я жив                            | Jab Tak Hai Jaan           | Акира Рай                         |
| 2013 | ф | Матру, Биджли и Мандола               | Matru Ki Bijlee Ka Mandola | Биджли Мандола                    |
| 2014 | ф | Пикей                                 | PK                         | Джагат «Джаггу» Сахни             |
| 2015 | ф | Трасса номер 10                       | NH 10                      | Мира                              |
| 2015 | ф | Бомбейский Бархат                     | Bombay Velvet              | Рози Норохна                      |
| 2015 | ф | Пусть сердце бьётся                   | Dil Dhadakne Do            | Фара Али                          |
| 2016 | ф | Султан                                | Sultan                     | Арфа Хуссейн                      |
| 2016 | ф | Сердцу нелегко / Дела сердечные       | Ae Dil Hai Mushkil         | Ализе Хан                         |
| 2017 | с | Соседка, ты дома?                     | Bhabi Ji Ghar Par Hai      | Камео (серия №540)                |
| 2017 | ф | Филлаури                              | Phillauri                  | Шаши                              |
| 2017 | ф | Когда Гарри встретил Седжал           | Jab Harry met Sejal        | Седжал Завери                     |
| 2018 | ф | Фея                                   | Pari                       | Рукшана                           |
| 2018 | ф | Нитка с иголкой                       | Sui Dhaaga                 | Мамта                             |
| 2018 | ф | Санджай                               | Sanju                      | Винни Диас                        |
| 2018 | ф | Ноль                                  | Zero                       | Афия Биндере                      |
| 2020 | ф | Английская школа                      | Angrezi Medium             | камео в песне «Kudi Nu Nachne De» |